# Protagoras
Cet article concerne le philosophe grec. Pour le dialogue de Platon, voir Protagoras (Platon). Pour le cratère lunaire, voir Protagoras (cratère). Pour le personnage de fiction, voir Grand Protagoras.
Protagoras (en grec ancien, Πρωταγόρας) est un penseur présocratique et professeur grec du Ve siècle av. J.-C. (490 - vers 420 av. J.-C.). Considéré par Platon comme un sophiste, il est reconnu comme tel par la tradition antique et récente. Renommé de son vivant, Protagoras est resté célèbre pour son agnosticisme avoué et un certain relativisme : « Des dieux, je ne sais ni s'ils sont ni s'ils ne sont pas » et « L'homme est la mesure de toute chose »,,. 

## Biographie

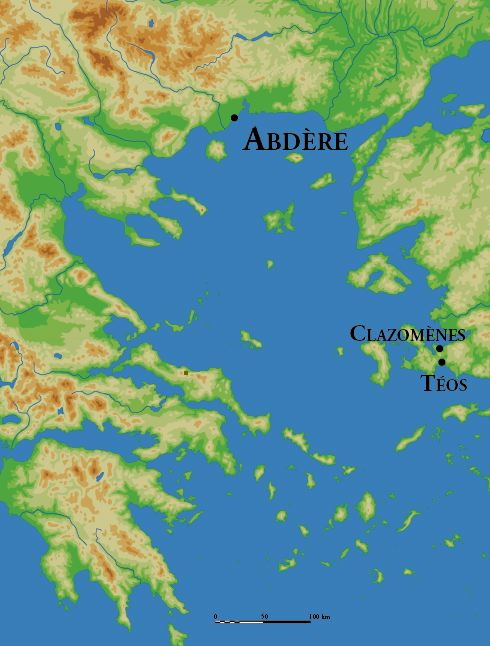
Localisation d'Abdère, ville natale de Protagoras.

En dépit de sa renommée dans l'Antiquité, très peu d'éléments sont connus avec certitude sur la vie de Protagoras. Les témoignages et fragments sont insuffisants pour se prononcer : Héraclide du Pont dit qu'il est né à Abdère, en Thrace, dans la première moitié du Ve siècle av. J.-C., d'un père nommé Méandre (ou Méandrios),. Il est établi qu'il fit plusieurs séjours à Athènes, où il fut proche de Périclès. Le reste des sources disponibles sur Protagoras est parfois divergeant : il serait selon certains d'origine modeste, selon d'autres issu d'une famille riche. Il aurait été disciple de Démocrite, ou à l'inverse maître de celui-ci. Alors que Platon dit qu’il a joui d'une estime générale jusqu'à sa mort, d'autres le présentent condamné par la justice athénienne et contraint de fuir la cité. La vie de l'auteur est ainsi entourée d'une part de légende.
Les dates précises de la naissance et de la mort de Protagoras sont incertaines. Après avoir un temps proposé 485, les recherches contemporaines font désormais naître Protagoras vers 490. Elles suivent ainsi la chronologie d'Apollodore, et la date plus précise de 492 est parfois avancée. Platon affirme que le sophiste serait mort à 70 ans, ce qui situerait sa mort vers 420. Bien que d'autres sources parlent d'un décès vers 90 ans, c'est la date de 420 qui est retenue.
Concernant sa jeunesse et ses origines sociales, deux versions existent. Selon Philostrate, le père de Protagoras aurait été l'un des plus riches Thraces, et aurait même hébergé le roi perse Xerxès Ier lors de la seconde guerre médique. À cette occasion, Protagoras aurait pu fréquenter et être éduqué par des mages perses, à l'instar de Démocrite. Les historiens de la philosophie considèrent toutefois cette anecdote comme une légende, peut-être fabriquée pour expliquer l'agnosticisme de Protagoras par des influences étrangères. L'hypothèse d'un Protagoras riche mais sans lien avec les Perses n'est toutefois pas exclue.
À l'opposé, Diogène Laërce rapporte qu'il était d'origine humble, exerçant au départ un travail manuel. Protagoras aurait été portefaix, et aurait inventé la tulè, élément qui sert à porter des fardeaux. Son ingéniosité l'aurait fait remarquer par Démocrite, qui l'aurait pris pour disciple. Cette version s'accorde toutefois mal avec les dates actuellement retenues pour Démocrite (naissance vers -460, soit de 30 ans plus jeune que Protagoras). L'hypothèse d'un lien personnel entre Démocrite et Protagoras pourrait être elle-même une invention tardive.
Devenu sophiste, Protagoras séjourna plusieurs fois à Athènes. Sa première visite pourrait dater de 460. Il semble avoir été présent en 444, période à laquelle Périclès lui aurait confié la rédaction de la constitution d'une nouvelle colonie. D'autres visites en 432 et vers 420 sont susceptibles d'avoir eu lieu, soit respectivement avant la guerre du Péloponnèse et après la mort de Périclès. Au-delà d'Athènes, Platon attribue à Protagoras une visite en Sicile.
Plusieurs témoignages suggèrent un lien entre Périclès et Protagoras. Ce dernier aurait été suffisamment proche de Périclès pour s'entretenir une journée entière avec lui sur une question de responsabilité juridique, et ses vues politiques auraient été assez favorables à la démocratie pour que Périclès lui confie l'établissement d'une constitution. Diogène rapporte en effet que Protagoras a été choisi pour donner des lois aux habitants de Thourioï, colonie fondée pour remplacer Sybaris après sa destruction. Si la constitution finale n'a pas été d'esprit spécifiquement démocratique, le mandat donné à Protagoras indiquerait une proximité minimale entre le sophiste et le pouvoir athénien.

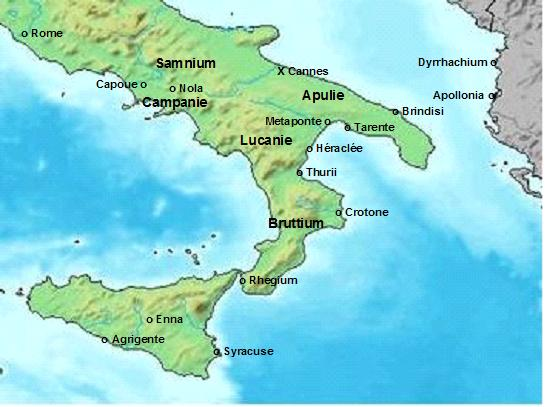
Localisation de Thourioï, indiquée "Thurii" sur la carte.

Apulée et Diogène rapportent un procès entre Protagoras et son disciple Évathlos : Évathlos refusait de payer son maître parce qu’il n'avait pas encore gagné de procès. Protagoras le cita en justice : si le disciple perdait, il devrait payer son maître ; mais s'il gagnait, il devrait aussi payer son maître, puisque la valeur de l’enseignement reçu aurait été ainsi démontrée. Apulée développe l'anecdote en mentionnant une réponse du disciple : s'il perd, il ne devra rien, puisque les leçons de Protagoras auront été inefficaces ; et s'il gagne, il ne devra rien, puisqu'il aura été absous. L'authenticité d'une telle histoire paraît douteuse, tant elle s'apparente à un scénario comique. Cela n'interdit pas qu'elle ait un fondement : selon Diogène, Aristote fait mention d'un procès contre Évathlos, quoique dans un contexte différent.
Les dernières années de Protagoras semblent marquées par des événements tumultueux. Certaines sources indiquent une condamnation du sophiste pour impiété, son expulsion d'Athènes, et le fait qu'on a brûlé ses livres en public. Ces informations sont toutefois loin d'être avérées.
Protagoras aurait été condamné pour avoir écrit qu'il ignorait si les dieux existaient ou non. À la suite d'une lecture publique de son écrit Sur les dieux, Protagoras aurait été accusé, peut être par un dénommé Pythodore, partisan de l'oligarchie et membre des Quatre-Cents. L'accusation se serait appuyée sur le décret de Diopite, qui visait à frapper les intellectuels partisans de Périclès. L'impiété serait alors un prétexte, le motif réel du procès étant politique. Cette version des événements est cependant contestée. L'existence d'un tel décret, la tenue d'un procès, ou encore le fait qu'on a brûlé les œuvres du sophiste ont été mis en doute.
Un des motifs pour rejeter ces hypothèses est l'autorité de Platon. Bien que Protagoras soit cité, mis en scène, et discuté dans plusieurs dialogues platoniciens, jamais le philosophe ne mentionne de condamnation ou de fuite du sophiste. Au contraire, il écrit dans le Ménon que Protagoras serait mort estimé de tous, sans que jamais sa réputation ne s'estompe. Ce passage du Ménon présente toutefois des ambiguïtés qui rendent sa fiabilité incertaine, et les textes platoniciens sont souvent ironiques ou peu soucieux de vérité historique.
La mort de Protagoras pourrait être due à un naufrage. Philostrate rapporte que le sophiste serait mort pendant sa fuite d'Athènes. Son décès serait ainsi rattaché à son expulsion, et correspondrait à une période de réaction anti-péricléenne. D'autres sources signalent un naufrage pendant un voyage vers la Sicile. Là encore, nos informations sont faibles et peu assurées.

## Carrière
La carrière de Protagoras n'est pas connue avec précision. On lui attribue un parcours de sophiste typique, bien que certains éléments distinguent Protagoras. Comme ses semblables, l'Abdéritain mène une carrière d'enseignant itinérant, allant de cité en cité pour prodiguer ses leçons. C'est un professionnel du savoir. Ses cours sont payants et constituent pour lui une source de revenus et de popularité. On insiste usuellement sur trois éléments :
- Protagoras est l'initiateur du mouvement sophistique[55],[56],[57] ;
- il demande un salaire très élevé[58] ;
- il est célèbre auprès de ses contemporains[59],[60].

On attribue à Protagoras le fait d'être le premier des sophistes. Il serait le premier à exiger un salaire contre son enseignement. Cette pratique est jusque là inédite en Grèce et enseigner contre salaire devient un trait distinctif des sophistes. Selon Platon, Protagoras serait même un promoteur actif de la profession : il l'assume ouvertement et la défend face aux critiques. Certaines sources, font aussi de Protagoras l'inventeur des discours éristiques et rhétoriques. Il deviendrait alors à la fois l'inventeur des techniques rhétoriques et du métier qui les utilise.
Beaucoup de témoignages,, insistent sur les tarifs et la richesse du sophiste. Diogène affirme qu'il demandait un salaire de 100 mines, soit 1000 fois le salaire moyen d'un artisan de l'époque. Ce salaire fait de Protagoras l'objet de critiques, mais participe également à sa renommée. Il contribue à forger une image négative des sophistes, perçus comme riches et cupides.
Dernier point, Protagoras est l'un des sophistes les plus célèbres de son époque. Par ses thèses provocantes, ses tarifs élevés et sa profession controversée, le sophiste d'Abdère a marqué ses contemporains. Eupolis le met en scène dans ses Flatteurs, et Aristophane semble s'inspirer de lui dans ses Nuées,. Une génération plus tard, sa présence dans les dialogues de Platon témoigne d'une réputation encore vive.
En tout, la carrière de Protagoras se serait étalée sur 40 ans,. L'Abdéritain aurait enseigné dans plusieurs villes, dont Athènes, et aurait peut-être été jusqu'en Sicile,.

## Enseignement
Protagoras serait, selon Platon, le premier penseur à s'être revendiqué « sophiste » et à avoir demandé une rétribution financière pour son enseignement. Il offrait un enseignement qui était plus général que la rhétorique enseignée par la plupart des sophistes. Il eut à ce titre, plusieurs élèves :
- Euripide[76]
- Théodore de Cyrène[77]
- Prodicos de Céos[78]
- Euathlos
- Selon Pierre Bayle, Socrate, qui opposa son école à celle de Protagoras, comme le montrent les études de la plupart des dialogues de Platon[78]. Cependant, l'affirmation de Bayle repose sur une déduction et n'avance pas de preuve déterminantes d'un enseignement direct de Protagoras à Socrate. Il s'agit donc probablement d'un enseignement indirect par le contact avec ses doctrines, puisque Protagoras et ses idées étaient déjà largement connues à Athènes à l'époque de Socrate.

Ses idées sur la rhétorique et le droit ont amené le « système adversaire », ou rhétorique, dans lequel on amène un étudiant à débattre pour les deux parties en guise d'entraînement en droit. Protagoras faisait un usage fréquent des antilogies : il affirmait qu'en cas d'incertitude, deux thèses s'opposaient nécessairement, et qu'il fallait s'efforcer de défendre et de renforcer la plus faible d'entre elles. Il était aussi intéressé par l'orthopia, l'usage correct des mots, un domaine favori de Prodicos. Selon Platon, Cratyle soutenait, comme Protagoras, qu'il est impossible de tenir un discours faux, car tenir un tel discours c'est dire ce qui n'est pas. Le discours exprime donc toujours, selon lui, l'être ; selon Protagoras, n'importe quel discours peut donner une existence à n'importe quel être. Faire la différence entre la vengeance et la punition, « l'une des plus considérables découvertes conceptuelles jamais faites par l'humanité » selon Gregory Vlastos, est un mérite qu'il faut attribuer à Protagoras. Malgré cette distinction, Protagoras ne remet toutefois pas en cause le fait que la vengeance soit moralement acceptable.

## Œuvres
L'œuvre de Protagoras a presque intégralement disparu. Nous ne conservons aujourd'hui ni ouvrage complet du sophiste, ni extrait de longueur conséquente. C'est au travers des textes d'autres auteurs anciens, souvent critiques ou partiaux, qu'on connaît aujourd'hui ceux de Protagoras.
En tout, notre connaissance de l'Abdéritain s'appuie sur une cinquantaine de fragments et témoignages. Ces sources permettent d'établir une liste des œuvres du sophiste, d'identifier ses ouvrages majeurs, et de reconstituer deux citations pour lesquelles il est célèbre dès l'Antiquité.
Diogène Laërce nous transmet une liste des œuvres de Protagoras composée de douze titres :
Cette liste est cependant lacunaire. Elle ne recense que les textes conservés à l'époque de Diogène (six siècles après Protagoras) et omet des titres importants connus par ailleurs (Sur la Vérité, Sur les dieux et De l'être). La liste des œuvres de Protagoras est dès lors sujette à questionnements et interprétations.
L'absence de Sur la Vérité et de Sur les dieux de la liste a conduit Untersteiner à une hypothèse remarquée concernant la structure des Antilogies. Selon Untersteiner, Sur la vérité et Sur les dieux seraient les titres des livres d'un ouvrage général nommé Antilogies. On comprend alors le silence de Diogène, qui mentionnerait les Antilogies sans préciser le titre de ses livres internes. La structure exacte de l’œuvre de Protagoras est donc incertaine.
Malgré ces incertitudes, on considère que les ouvrages majeurs de Protagoras sont les Antilogies (livres I et II), Sur la Vérité et Sur les dieux. Certains d'entre eux sont mentionnés sous plusieurs titres. Sur la Vérité est ainsi parfois nommé Discours renversants (Kattabàllontes), ou Grand traité (Mega logos).

## Philosophie
De ses nombreuses œuvres (dont un Traité des Dieux, un Sur l'Être, un Contradictions, un ouvrage de Réfutations, un De la Vérité), quelques fragments subsistent, et deux sont déterminants dans la définition de sa pensée. Dans le premier, rapporté entre autres par Platon, il affirme :

« L'homme est la mesure de toutes choses : de celles qui sont, du fait qu’elles sont ; de celles qui ne sont pas, du fait qu’elles ne sont pas. »

De nombreuses interprétations ont été données à cet énoncé dans l'histoire de la philosophie. Selon Sextus Empiricus, doxographe grec considéré lui-même comme un sceptique, Protagoras affirme que « l'homme est le critère (kriterion) de tous les objets ». « (…) il ne pose pour chacun que les seuls phénomènes et de cette manière, il introduit le relativisme ». Dans le Théétète de Platon, la doctrine de Protagoras est examinée dans la première tentative de définition de la science. Selon sa doctrine, c'est du point de vue de ce que perçoit l'homme que le bien et le mal, le vrai et le faux prendraient leur définition. La vérité, la justice ou la morale seraient alors relatives.
L'énoncé peut aussi signifier que c'est l'homme qui crée les différences en ce qui concerne le langage, le savoir, la sensibilité ou les perceptions. Alors toute affirmation faite par un homme n'aurait de signification absolue que pour cet homme. Par exemple[réf. nécessaire]. Cet énoncé, examiné et réfuté par Socrate dans le Théétète[réf. nécessaire], est souvent compris comme une forme de relativisme, ou comme une critique de la conception réaliste de la connaissance.
La présentation platonicienne en fait une sorte d'individualisme de la connaissance, davantage qu'un relativisme au sens moderne du terme : selon le Protagoras tel que dépeint par Platon, ce qui est senti par « un » homme est vrai, même si d'autres hommes sentent d'autres choses. Platon s'attache à réfuter cette proposition par une série de paradoxes, et par la distinction de certains domaines où celle-ci est valide (ce qui dépend de l'opinion, ou doxa) et d'autres où elle ne peut l'être (ce qui dépend de la connaissance scientifique ou philosophique). Dans l'autre fragment, il nous montre son scepticisme religieux :

« Pour ce qui est des dieux, je ne peux savoir ni qu’ils sont ni qu’ils ne sont pas, ni quel est leur aspect. Beaucoup de choses empêchent de le savoir : d’abord l’absence d’indications à ce propos, ensuite la brièveté de la vie humaine. »

Selon Protagoras, si l'on accepte de croire en un Dieu sans l'avoir vu, il deviendrait absurde de refuser aux autres dieux leur existence. En ce qui concerne les croyances, le fait que l'opinion change selon les gens et les sociétés justifierait, toujours selon lui, de s'abstenir d'en chercher une qui concorde avec la vérité.
Dans Protagoras, Platon lui consacre un dialogue qui décrit une discussion entre lui et Socrate. Ce dernier demande en quoi consiste son enseignement. Protagoras répond que son enseignement « porte sur la manière de bien délibérer dans les affaires privées, savoir comment administrer au mieux sa propre maison, ainsi que, dans les affaires de la cité, savoir comment devenir le plus à même de les traiter, en actes comme en paroles ». Cela ne convainc pas Socrate qui doute que l’art politique puisse s’enseigner et qui regrette que, dans la cité, tout citoyen puisse prendre la parole sans qu’aucun savoir puisse la justifier. En effet, alors que la cité fait appel à des savants pour la construction des navires, elle ne reconnaît aucune prééminence à un savoir spécifique dès lors qu’il s’agit des affaires publiques. Protagoras fait alors appel au mythe de Prométhée, mais offre un dénouement différent. En effet, les humains possédant la technique se révèlent incapables de fonder un ordre politique stable. Zeus offre donc aux hommes la justice et la pudeur, permettant l’art politique, et Protagoras propose que ces qualités aient été distribuées de manière équitable sur l’ensemble des hommes. Le mythe vient donc justifier le régime athénien en ce sens qu’il justifie la séparation entre la technique et le politique, mais également par le fait que les qualités permettant la politique sont distribuées de manière égalitaire justifiant l’isonomie, valeur cardinale du régime. La discussion se poursuit sur le terrain de la vertu. Protagoras explique alors que sa conception de la vertu s’apparente à celle de l’art de la flûte.
« Imagine qu’il ne puisse y avoir de cité à moins que nous ne soyons tous flûtistes, chacun dans la mesure de ses capacités ; qu’en privé comme en public chacun enseigne cet art à chacun, reprenne celui qui joue mal et ne refuse cet enseignement à personne, pas plus que maintenant personne ne refuse à personne l’enseignement de ce qui est juste et conforme aux usages ni n’en fait un mystère, à la différence de ce qui se passe pour les tours de main des autres métiers (car il me semble que nous avons tous avantage à pratiquer entre nous la justice et la vertu et c’est pour cette raison que chacun expose et apprend à chacun ce qui est juste et conforme aux usages) ».
Selon Protagoras, l’enseignement de la vertu, au sein de cette cité des aulètes (joueurs de flûte), se fait par échange entre égaux tout au long de l’existence tandis que l’enseignement d’un métier se passe entre un maître qui enseigne a ses disciples. Il distingue l’enseignement vertical de la technique à l’enseignement horizontal de la vertu. Dans sa pensée ce sont les rencontres entre citoyens, et la délibération constante inhérentes à la vie civique qui enseigne la vertu, sans qu’aucun prérequis ne soit nécessaire.
Dans le Théétète, Socrate se livre à une réfutation de la doctrine de Protagoras. Dans sa Poétique, Aristote explique que selon Protagoras, dire de faire ou de ne pas faire une chose, c'est donner un ordre.
À la suite de Rosa Barbara Forer, Protagoras est considéré comme le premier à avoir identifié le genre grammatical comme catégorie, à avoir classé les noms en masculin, féminin et inanimé selon que le référent possède ou non un certain sexe,.